# Resolució 881 del Consell de Seguretat de les Nacions Unides
La Resolució 881 del Consell de Seguretat de l'ONU de les Nacions Unides fou adoptada per unanimitat el 4 de novembre de 1993. Després de reafirmar les resolucions 858 (1993), 858 (1993) i la 876 (1993) relativa a la  Guerra georgianoabkhàs, el Consell va ampliar el mandat de la Missió d'Observació de les Nacions Unides a Geòrgia (UNOMIG) fins al 31 de gener de 1994.
El Consell va expressar la seva preocupació per les contínues hostilitats entre Abkhàzia i Geòrgia que amenaçaven la pau i l'estabilitat a la regió i va acollir amb satisfacció els continus esforços del secretari general Boutros Boutros-Ghali, el seu Enviat Especial, president en exercici de l'Organització per a la Seguretat i la Cooperació a Europa (OSCE) i el Govern de Rússia en el procés de pau amb l'objectiu de reunir ambdues parts a la fi de novembre de 1993 a Ginebra, Suïssa.
Es va reiterar la demanda d'ambdues parts d'abstenir-se de l'ús de la força i de qualsevol violació del dret internacional humanitari, amb el Consell anticipant els resultats de la missió de recerca enviada per Boutros-Ghali. Després va aprovar la presència continuada de la UNOMIG consistent en fins a cinc observadors militars i personal de suport, amb el següent mandat: 
- mantenir contactes amb Abkhàzia, Geòrgia i els contingents militars russos;
- supervisar la situació i informar sobre els esdeveniments relacionats amb els esforços de les Nacions Unides per promoure un acord polític.

La UNOMIG no estaria prorrogada més enllà del 31 de gener de 1994, tret que el Secretari General informés que s'havia avançat o que el procés de pau es complirà amb la pròrroga del seu mandat. Finalment, es va demanar al secretari general que prengués mesures per permetre el desplegament de personal addicional dins de la força original autoritzada de la UNOMIG si la situació en el terreny ho permetia.